# Slobozia (Argeș)
Slobozia is een Roemeense gemeente in het district Argeș.
Slobozia telt 4981 inwoners.